# العوارض (ميدي)

تعديل مصدري - تعديل

العوارض هي إحدى قرى عزلة بني ميدي بمديرية ميدي التابعة لمحافظة حجة، بلغ تعداد سكانها 641 نسمة حسب تعداد اليمن لعام 2004.